# Bonaspeia rosea
Bonaspeia rosea är en insektsart som beskrevs av Naudé 1926. Bonaspeia rosea ingår i släktet Bonaspeia och familjen dvärgstritar. Inga underarter finns listade i Catalogue of Life.